# V1472 Aquilae
V1472 Aquilae ist ein pulsierendes Doppelsternsystem im Sternbild Adler.
Es besteht aus einem roten Riesen der Spektralklasse M2.5 III, über den anderen Stern ist z.zt. nichts bekannt. Der Hauptstern hat den 104(± 56)fachen Umfang, und die 1100 fache Helligkeit der Sonne. Die Sterne umkreisen sich in einem Zeitraum von 196 Tagen.